# 다이실레인
다이실레인(Disilane)은 Si2H6 화학식을 지니는 화합물이며 1902년 앙리 무아상과 새뮤얼 스마일즈가 발견했다. 무아상과 스마일즈는 다이실레인을 금속 규화물의 희산 반응을 통해 만들어낸 물질 중 하나로 보고했다.